# Shimla Hill States

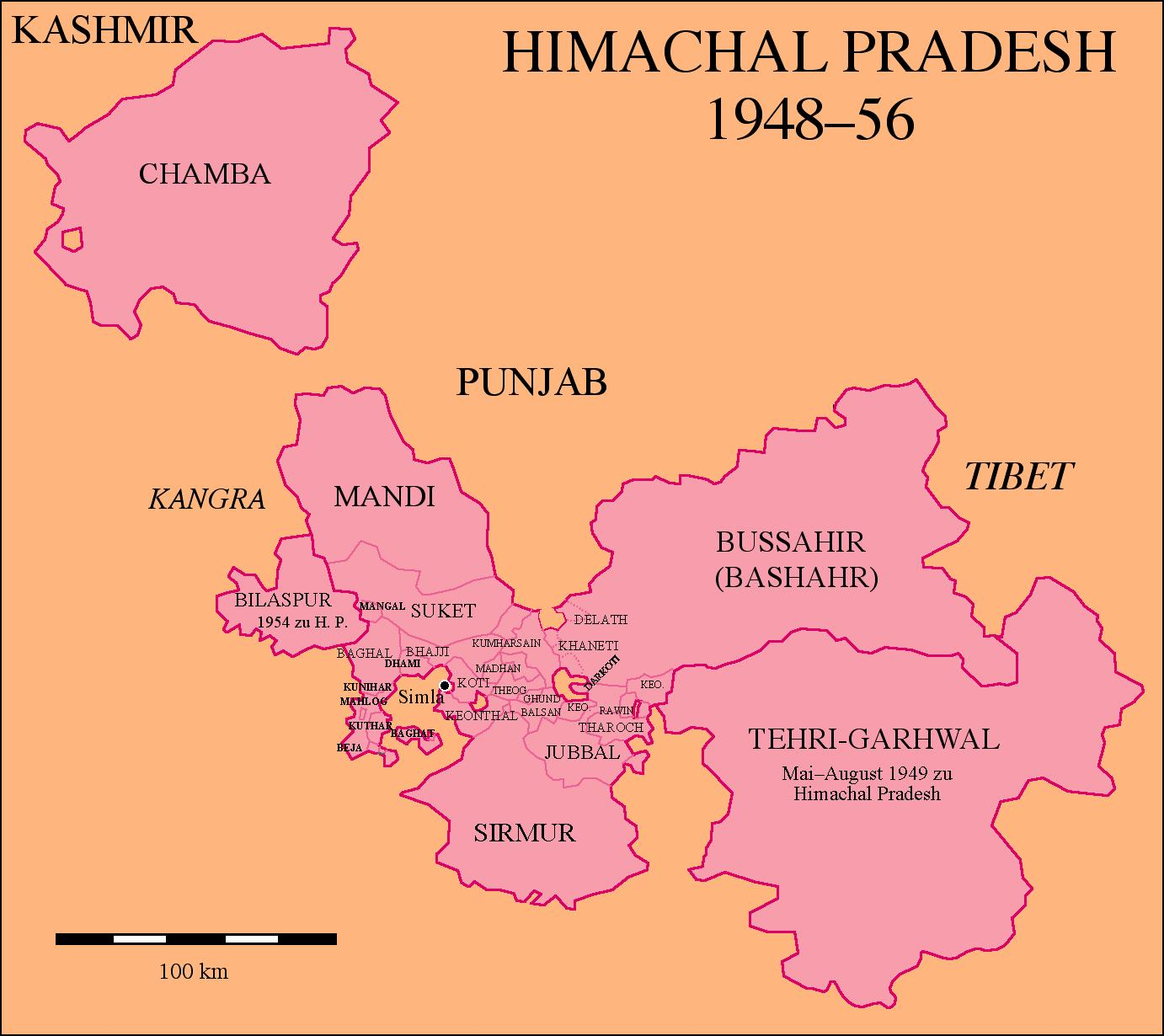
Karte

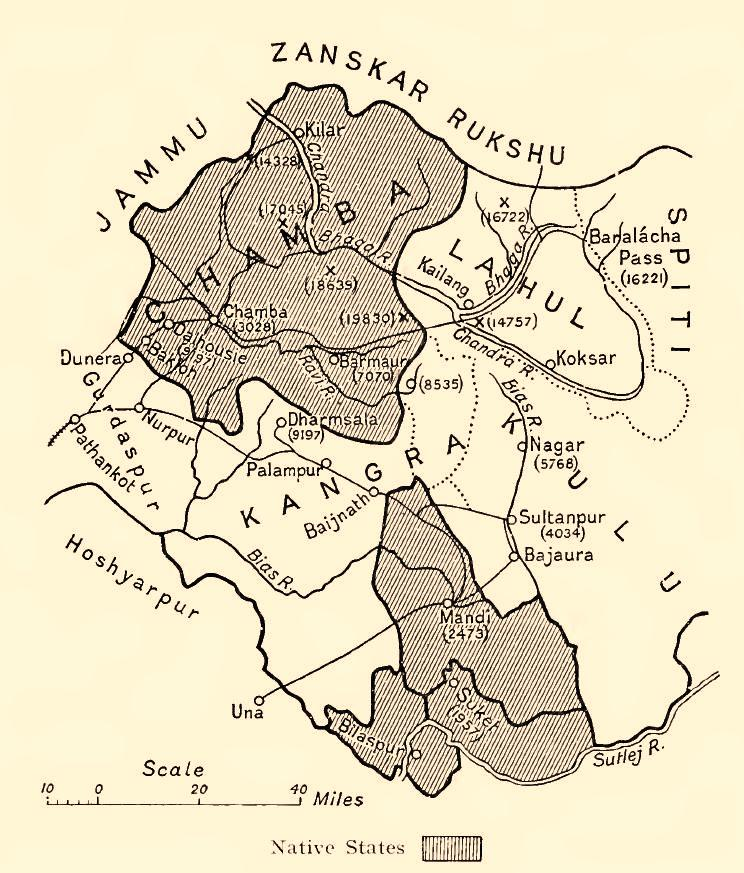
Einige Hill States des Punjab (1911)

Die Shimla Hill States (ab 1901 Punjab Hill States), benannt nach dem Hauptort Shimla, der zugleich die Sommerhauptstadt Britisch-Indiens war, waren eine verwaltungsmäßige Gruppierung zur Zeit der Kolonialherrschaft. Sie umfassten ursprünglich 19, bzw. 28 Fürstenstaaten, wenn man die Vasallen mitzählt. Zusammen hatten sie eine Größe von 16400 km².

## Geschichte
Die Staaten, deren Herrscherhäuser sämtlich rajputischer Herkunft sind, kamen unter britischen „Schutz“ infolge des Kriegs zur Vertreibung der Gurkhas, der 1815 unter dem Kommando des Generals David Ochterlony stand. Der ursprünglich ebenfalls zu der Region gerechnete Staat Tehri-Garhwal wurde der Central India Agency zugeschlagen.
Aus den Staaten dieser Agency wurde 1901 mit weiteren Staaten die Punjab Hills States Agency geschaffen, welche 1936 in der Punjab States Agency aufging. Das Gesamtsteueraufkommen betrug 1911 etwa £ 660.000, bei einer Bevölkerung von 410.000 Seelen.

## Organisation
Der britische Deputy Commissioner des Distrikts Shimla, der durch die Fürstenstaaten in neun Gebiete geteilt war, war als Superintendent der verantwortliche Kolonialbeamte. Er unterstand dem Gouverneur des Punjab in Lahore.
Nur den bedeutenderen Staaten wurde das Recht auf eigene höhere Gerichtsbarkeit zugestanden. Die Rajas von Sirmur und Bilaspur waren salutberechtigt und hatten damit Anspruch auf einen Sitz in der 1921 geschaffenen Chamber of Princes.

### Shimla Hill States
| Land                        | Bevölkerung (Tsd.)              | Fläche (km²)           | Steueraufkommen (Rs.)           | Herrschertitel          |
| --------------------------- | ------------------------------- | ---------------------- | ------------------------------- | ----------------------- |
| Baghal                      | 1891: 20,6                      | 319                    |                                 | Raja (ab 1875)          |
| Baghat                      | 1891: 8,3, 1941: 9,7            | 155                    | 1941: 150000                    | Rana                    |
| Balsan                      | 1891: 5,2                       | 131                    |                                 | Rana                    |
| Bhajji                      | 1891: 12                        | 242                    |                                 | Rana                    |
| Bija                        | 1891: 1,1                       | 10,3                   |                                 | Thākur                  |
| Kahlur (= Bilaspur)         | 1891: 86, 1941: 101             | 1155                   | 1911: 190000, 1941: ca. 300000  | Raja                    |
| Bashahr                     | 1891: 64, 1911: 93              | 10000                  | 1911: 95000                     | Raja                    |
| Darkuti (Darkoti)           | 1891: 0,59                      | 10                     |                                 | Rana                    |
| Dhami                       | 1891: 3,3, 1941: 5,2            | 75                     | 1941: 50000                     | Rana                    |
| Hindur (= Nalagarh)         | 1941: 50                        | 660                    | 1941: 216000                    | Raja                    |
| Jubbal                      | 1891: 19, 1941: 27              | 825                    | 1941: 850000                    | Rana                    |
| Keonthal                    |                                 | 289 (mit Vasallen 926) |                                 |                         |
| Kumharsain                  | 1891: 9,5                       | 242                    |                                 | Rana                    |
| Kunhiar                     | 1891: 1,9                       | 23                     |                                 | Thākur                  |
| Kuthar                      | 1891: 3,6, 1941: 3,7            | 49                     | 1941: 42000                     | Rana                    |
| Mahlog                      | 1891: 9,1                       | 137                    |                                 | Thākur                  |
| Mangal                      | 1891: 1                         | 33,5                   | 1911: 0,9                       | Rana                    |
| Sāngri                      | 1891: 2,6                       | 41                     | 1901: 2400                      | Mian (Protektorat 1846) |
| Sirmur (= Sirmaur, Sirmour) | 1891: 112, 1901: 135, 1941: 148 | 2700                   | 1901: 600000, 1935–40: ⌀ 867000 | Raja (Maharaja 1918)    |
| Taroch                      | 1891: 3,2                       | 193                    |                                 | Thākur                  |

#### Vasallen
- von Bashhar: Khaneti und Delath.
- von Jubbal: Rawin (Rawingarh) und Dhadi (war ursprünglich Tharoch tributpflichtig, dann Bashahr, ab 1896 Jubbal).
- von Keonthal: Thiog (= Theog), Koti, Ghund, Kheri, Madhan (= Kiari) und Ratesh (= Kot); die ersten vier dieser zaildars waren tributpflichtig.

### Punjab Hill States

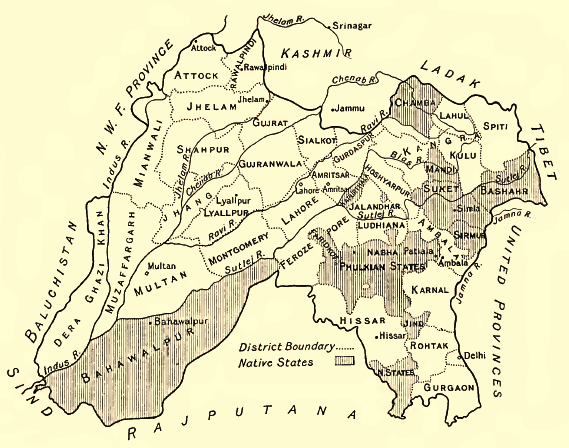
Distrikte des Punjab (1911)

Bei der administrativen Neuordnung wurden folgende weitere, vergleichsweise bedeutende Staaten, Teil dieser neuen Verwaltungseinheit:
- Chamba
- Mandi
- Suket (= Surendernagar)
- Tehri-Garhwal
- Siba

Bis auf Siba waren alle diese Fürsten salutberechtigt.